# Vincenzo Diedo
Vincenzo Diedo (* 1499 in Venedig; † 9. Dezember 1559 ebendort) war ein italienischer Patriarch.

## Biografie
Vincenzo Diedo wurde 1499 in Venedig als Sohn von Alvise di Francesco und Elisabetta Priuli geboren. Es handelte sich um eine reiche und angesehene Familie, die Vincenzo mit seinen intellektuellen Qualitäten eine politische Karriere ermöglichte.
Im Oktober 1530 gehörte Diedo zu einer Gesandtschaft von 28 Adligen, die nach Chioggia geschickt wurden, um den Herzog von Mailand zu treffen. Im September 1533 wurde er Amtsleiter der Cottimo di Londra und legte diese Position am 17. September 1534 wieder nieder, um Beamter in den Dieci Uffici zu werden. Diese Position verließ er bereits am 11. Januar 1535 aus unbekannten Grund.
1537 – dem Todesjahr seines Vaters – wurde er zum Botschafter beim polnischen König Sigismund I. gewählt, um eine Koalition gegen Süleyman I. zu bilden. Die Abreise musste verschoben werden und es existiert kein Dokument aus dem hervorgeht, dass er als Botschafter tätig war. Stattdessen wurde die Aufmerksamkeit der venezianischen Diplomatie auf die Konferenz von Nizza verlagert. Trotz deren positives Ergebnis musste die Republik 1540 einen unrühmlichen Frieden mit dem Angreifer unterzeichnen.
Diedo saß in der Quarantia Criminal und übernahm im September 1540 die Podesta von Bergamo. Der am 30. Januar 1542 im Senat verlesene Schlussbericht bestand vor allem aus der fehlenden Produktivität des Territoriums. Um die Bedürfnisse der Bewohner zu befriedigen, wurde die Stärkung des Marktes und die Abschaffung bestimmter Beschränkungen in Romano befürwortet: in der Praxis die Handels- und Schmuggelfreiheit.
Zurück in Venedig gehörte er von April bis September 1542 zu den Savi di Terraferma, dann wurde er nach zwei Jahren Abwesenheit von der Politik zum Podestà von Verona ernannt, wo er von Mai 1545 bis Juli 1546 blieb.
In der zweiten Hälfte des Jahres 1547 gehörte er wieder zu den Savio di Terraferma, am 29. Juni des folgenden Jahres trat er in das Kollegium der fünfundzwanzig Tansadori ein. In der zweiten Hälfte des Jahres 1549 war er Savio di Terraferma, aber er beendete sein Mandat nicht, da er im November Statthalter von Patria del Friuli wurde, wo er bis zum Frühjahr 1551 blieb und sich vor allem mit der finanziellen Regelung der Provinz beschäftigte.
Nach seiner Rückkehr hatte er erneut vom 1. April bis 30. September 1551 die Position des Savio di Terraferma inne. Anfang 1952 wurde er zum Reformer der Studio di Padova gewählt, entschied sich aber für den Savio di Terraferma. Am 8. Oktober wurde er erneut als Reformer der Studio di Padova bestätigt, nicht einmal vier Monate später lehnte er die Stelle des herzoglichen Beraters für das Sestiere von San Polo, wohin er wahrscheinlich nach dem Tod seines Vaters umgezogen war, ab.
Danach unterstützte er ein letztes Mal die Regierung und übte von August 1554 bis Ende 1555 das Amt des Capitano von Padua aus.
Nach dem sehr langen und schwierigen Patriarchat des Dominikaners Gerolamo Querini (1524–54), der die Vorrechte der Kirche gegenüber dem Staat rigoros, aber ebenso unnachgiebig gegenüber seinem eigenen Klerus und dem päpstlichen Nuntius selbst durchsetzte, hatte der Senat beschlossen, einen Laien einem Ordensmann vorzuziehen. Die Wahl fiel auf Senator Pietro Francesco Contarini. Contarini starb nach nur sechzehn Monaten und in der Wahl vom 27. Dezember 1555 wählten die Pregadi Diedo zum Patriarchen.
Diedo befand sich noch in Padua und kehrte sofort nach Venedig zurück. Die Wahl wurde am 28. Februar von Papst Paul IV. bestätigt. Seine vierjährigen Amtszeit verbrachte er insbesondere damit, die Disziplin der Geistlichen und die Kriterien für die Zulassung zu den heiligen Orden zu überwachen und zu regeln. Auf seine Initiative wurde Andrea Palladio mit der Gestaltung der neuen Fassade von San Pietro di Castello betraut.
Er starb am 8. Dezember 1559. Er wurde in einem Grab in der Nähe der Haupttür der Kathedrale von San Pietro di Castello beigesetzt.